# Calloviense
| Era Eratema | Periodo Sistema | Época Serie         | Edad Piso                      | Inicio, en millones de años |
| ----------- | --------------- | ------------------- | ------------------------------ | --------------------------- |
| Mesozoico   | Cretácico       | Cretácico           | Cretácico                      | 143,1                       |
| Mesozoico   | Jurásico        | Superior / Tardío   | Titoniense Titoniano           | 149,2±0,7                   |
| Mesozoico   | Jurásico        | Superior / Tardío   | Kimmeridgiense Kimmeridgiano   | 154,8±0,8                   |
| Mesozoico   | Jurásico        | Superior / Tardío   | Oxfordiense Oxfordiano         | 161,5±1,0                   |
| Mesozoico   | Jurásico        | Medio               | Calloviense Calloviano         | 165,3±1,1                   |
| Mesozoico   | Jurásico        | Medio               | Bathoniense Bathoniano         | 168,2±1,2                   |
| Mesozoico   | Jurásico        | Medio               | Bajociense Bajociano           | 170,9±0,8                   |
| Mesozoico   | Jurásico        | Medio               | Aaleniense Aaleniano           | 174,7±0,8                   |
| Mesozoico   | Jurásico        | Inferior / Temprano | Toarciense Toarciano           | 184,2±0,3                   |
| Mesozoico   | Jurásico        | Inferior / Temprano | Pliensbachiense Pliensbachiano | 192,9±0,3                   |
| Mesozoico   | Jurásico        | Inferior / Temprano | Sinemuriense Sinemuriano       | 199,3±0,3                   |
| Mesozoico   | Jurásico        | Inferior / Temprano | Hettangiense Hettangiano       | 201,4±0,2                   |
| Mesozoico   | Triásico        | Triásico            | Triásico                       | 251,902±0,024               |

El Calloviense o Calloviano es el cuarto y último piso y edad del Jurásico Medio en la escala temporal geológica. Sucede al Bathoniense y precede al Oxfordiense (primer piso del Jurásico Superior/Tardío). Se inició hace unos 165,3 millones de años y terminó hace unos 161,5 millones de años.
El Calloviense se introdujo en la literatura científica por el paleontólogo francés Alcide d'Orbigny en 1842. Recibe su nombre de la latinización de Kellaways, una aldea junto al río Avon en el municipio de Chippenham (condado de Wiltshire, Reino Unido).

## Sección estratotipo y punto de límite global (GSSP)
La sección estratotipo y punto de límite global (GSSP) para la base del Calloviense está pendiente de definir por la Comisión Internacional de Estratigrafía. El marcador provisional de la base del piso es la primera aparición del género de amonites Kepplerites (Kosmoceratidae) (base de la zona Macrocephalites herveyi en la paleobioprovincia subboreal, distribuida desde Gran Bretaña al suroeste de Alemania).
El techo del Calloviense se define por la base del Oxfordiense, cuyo GSSP también está pendiente de definir, que se caracteriza por el horizonte de amonites Cardioceras redcliffense, en la base de la subzona Cardioceras scarburgense de la zona Quenstedtoceras mariae.

## Fauna del Calloviense

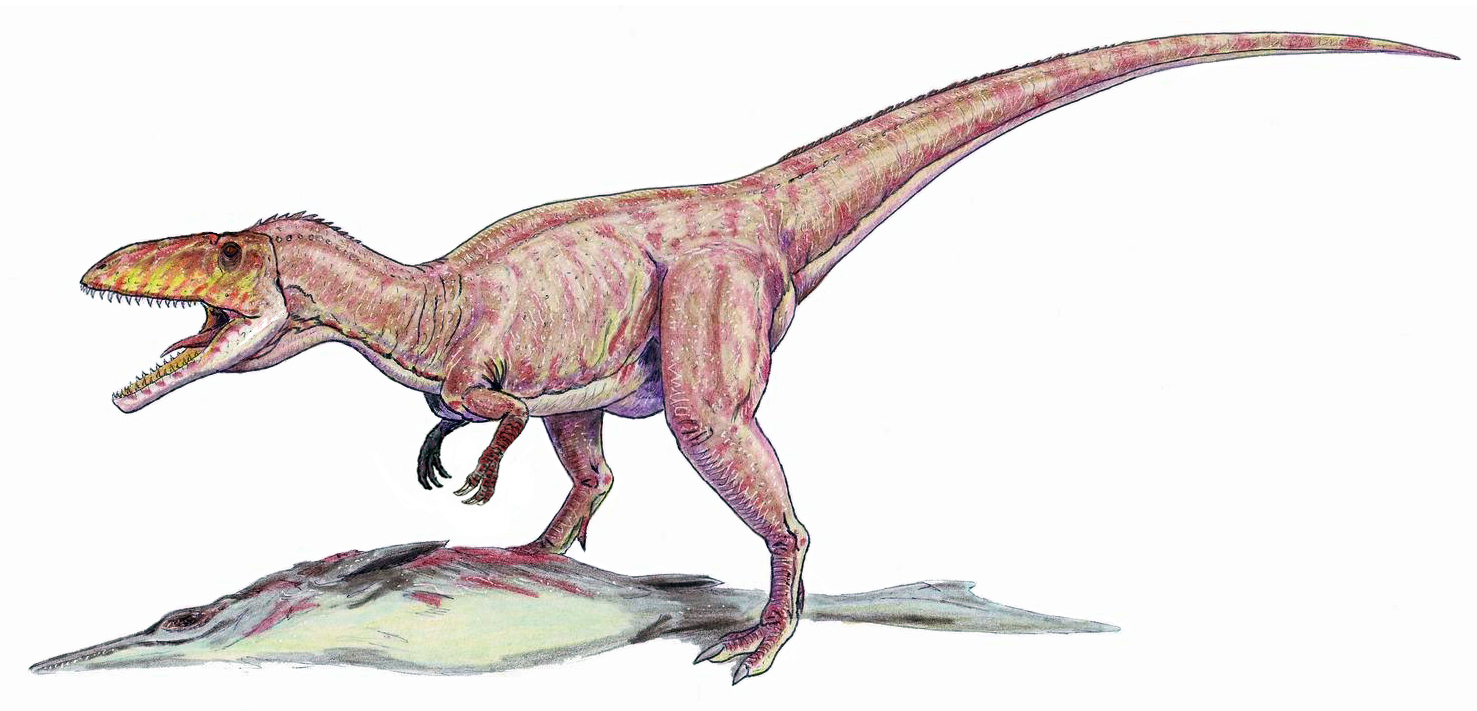
Eustreptospondylus oxoniensis.
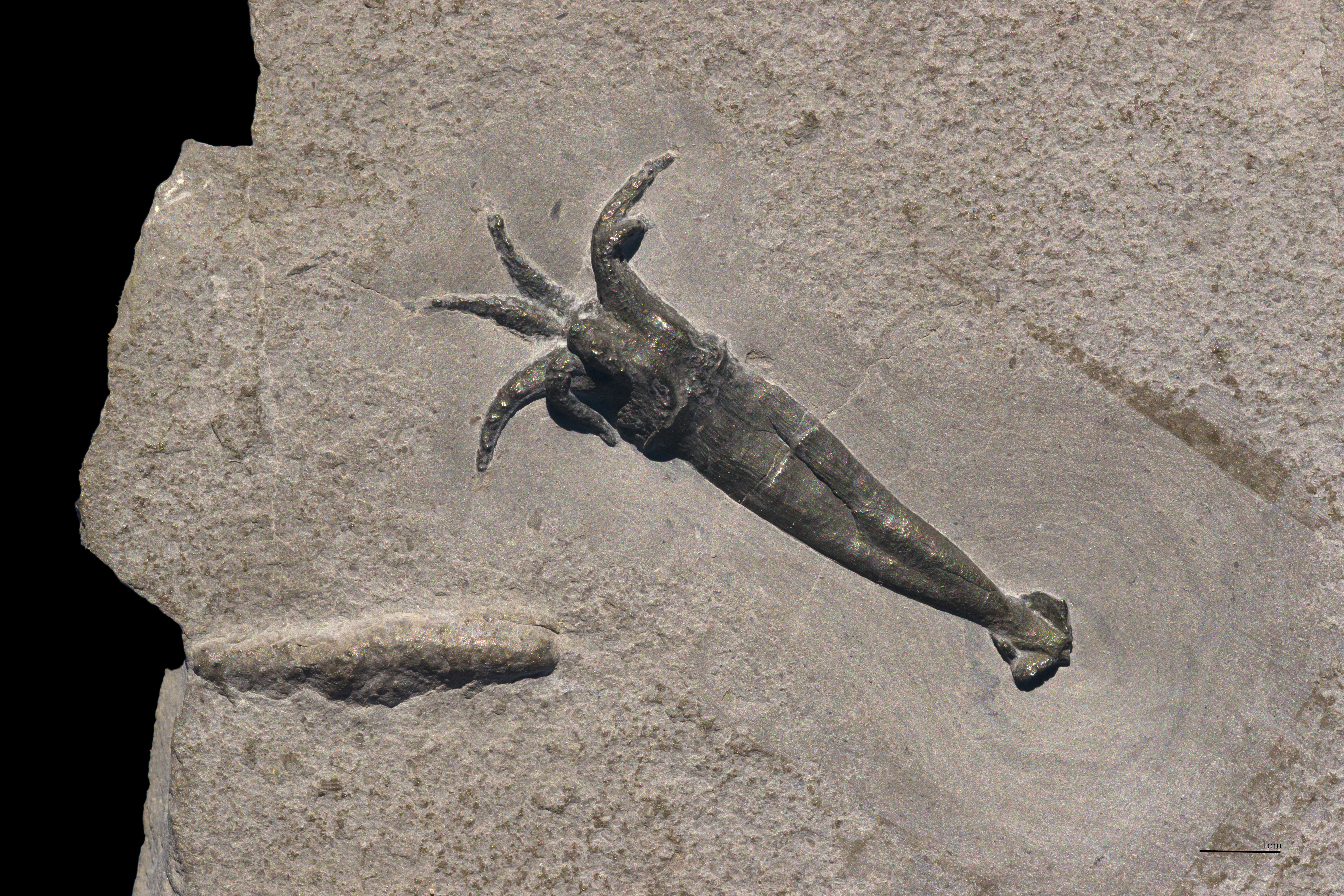
Rhomboteuthis lehmani